# Jens Klackenberg
Jens Klackenberg (* 8. Januar 1951 in Stockholm) ist ein schwedischer Botaniker. Sein botanisches Autorenkürzel lautet „Klack.“

## Leben
Klackenberg erlangte 1974 den akademischen Grad eines Filosofie kandidat (Fil. kand., Äquivalent zum Bachelor) an der Universität Stockholm. 1985 wurde er an derselben Universität mit der Dissertation The genus Exacum (Gentianaceae) zum Ph.D. promoviert. Seit 1994 ist er Professor an der Universität Stockholm und wissenschaftlicher Mitarbeiter an der Abteilung für Phanerogame am Naturhistoriska riksmuseet. 
Klackenbergs Forschungsschwerpunkt ist die Phylogenese und Systematik der Seidenpflanzengewächse (Asclepiadaceae) und Enziangewächse (Gentianaceae) von Madagaskar und Südostasien. Zu seinen Forschungsprojekten zählen die Phylogenese und Systematik der Unterfamilie Secamoneae auf der Grundlage morphologischer und molekularer Daten sowie die Biogeographie von Madagaskar und Südostasien.
Neben Madagaskar (insbesondere Antananarivo, Ranomafana, Fianarantsoa, Toliara, Ambila-Lemaitso, Maroantsetra und Ambositra) sammelte Klackenberg in Süd-Indien, Sri Lanka und im Kaukasus.
1990 veröffentlichte er eine Monografie über die Fieberkleegewächse (Menyanthaceae) und Enziangewächse in der Reihe Flore de Madagascar et des Comores. 1992 erschien die Schrift Taxonomy of Secamone s. lat. (Asclepiadaceae) in the Madagascar Region und im selben Jahr gab er mit Gunnar Seidenfaden das Buch The Orchids of Indochina heraus.